# Gourretia denticulata
Gourretia denticulata är en kräftdjursart som först beskrevs av Lutze 1937.  Gourretia denticulata ingår i släktet Gourretia och familjen Ctenochelidae. Inga underarter finns listade i Catalogue of Life.